# Осиновець (Калязінський район)
Осиновець (рос. Осиновец) — присілок в Калязінському районі Тверської області Російської Федерації.
Населення становить 16 осіб. Входить до складу муніципального утворення Нерльське сільське поселення.

## Історія
Від 2005 року входило до складу муніципального утворення Нерльське сільське поселення.

## Населення
| 1859 | 1888 | 2002 | 2010 |
| ---- | ---- | ---- | ---- |
| 301  | ↗480 | ↘10  | ↗16  |